# Minot (Dakota del Nord)
Minot (pron. [ˈmaɪnɒt], ) è una città degli Stati Uniti d'America, capoluogo della Contea di Ward, nello Stato del Dakota del Nord. La sua popolazione secondo le stime del 2006 era di 34.745 abitanti, dato che la rende la quarta città dello Stato per popolazione. Nel 2000 la sua area urbana era composta da 67.392 abitanti, e comprende oltre alla Contea di Ward anche le contee di McHenry e Renville. Minot fu fondata del 1886.

## Storia

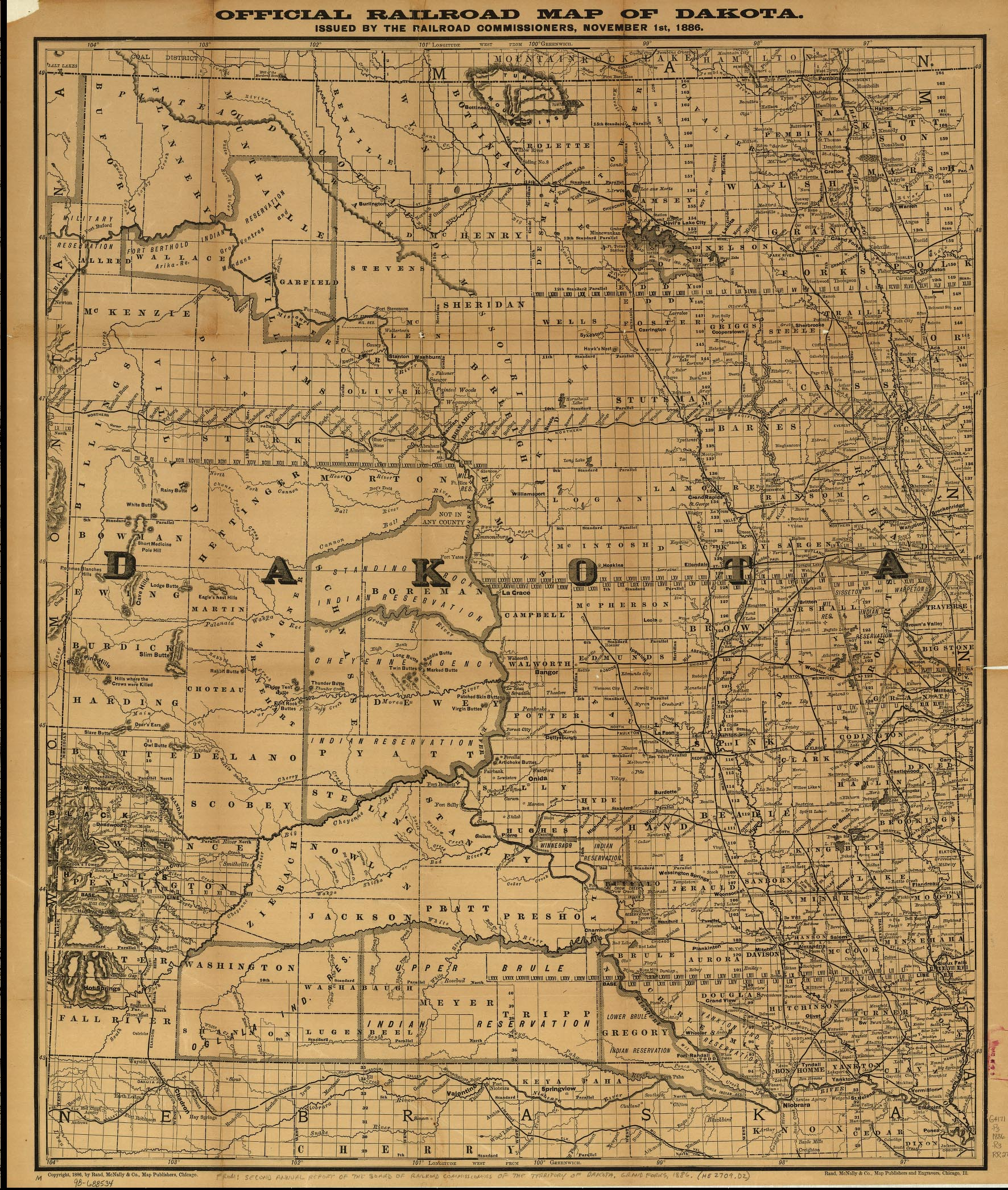
Mappa storica del territorio del Dakota, circa 1886, mostra Burlington e Minot.

Minot nacque nel 1886, quando il tracciato della Great Northern Railway voluta dall'imprenditore James J. Hill raggiunse durante i mesi invernali l'attuale territorio della città. Da un semplice rifugio per gli operai la città crebbe a ritmi strabilianti, fino a raggiungere in meno di sei mesi i 5.000 abitanti. Per questo motivo la città si guadagnò il soprannome di Magic City, ovvero "città magica". Tuttavia il territorio su cui sarebbe sorta Minot era posseduto dal latifondista Erik Ramstad, il quale fu convinto a cedere i terreni in cambio di importanti ruoli amministrativi nella futura città.
La città prese però il proprio nome da Henry Davis Minot, un ornitologo che investì denaro per la realizzazione della ferrovia e che era amico di Hill. La città venne ufficialmente riconosciuta il 28 giugno 1887.
Oltre alla Great Northern Railway pochi anni dopo la città fu raggiunta anche dalla ferrovia Minneapolis, St. Paul and Sault Ste. Marie Railroad, che a partire da Valley City sarebbe dovuta arrivare fino in Canada. Inizialmente il tracciato prevedeva il transito nel vicino paese di Burlington, ma i sempre più pressanti interessi economici della popolazione di Minot spinsero i progettisti a deviare il percorso; la tratta fu ultimata nel 1893.
Durante il periodo del proibizionismo alla città si aggiunse il soprannome di "Little Chicago", essendo una delle sedi principali di contrabbando di liquori gestite dal gangster Al Capone. Furono costruiti anche dei tunnel sotterranei che consentivano l'accesso degli alcolici a partire dalla frontiera con il Canada.
Negli anni 1950, grazie a ingenti fondi del Governo degli Stati Uniti la regione visse una fase di sviluppo tramite la costruzione di nuove infrastrutture, come attraverso la creazione della Minot Air Force Base (1956-57) 20 km a nord della città, e della diga di Garrison (1947-53) sul fiume Missouri, circa 80 km a sud di Minot. Nel 1969 una terribile esondazione del fiume Souris devastò la città e grazie all'intervento dell'Army Corps of Engineers vennero impiantate strutture di difesa come gli argini sul fiume.
Il 18 gennaio 2002 il deragliamento di un treno merci poco fuori Minot causò la fuoriuscita di una nube di ammoniaca che coprì Minot e Burlington, causando un morto e alcune intossicazioni..

## Geografia fisica

### Territorio
Secondo i rilevamenti dello United States Census Bureau, la città di Minot si estende su una superficie di 37,7 km², dei quali 37,6 km² sono occupati da terre, mentre 0,1 km² sono occupati da acque.
Minot è comunemente diviso in tre sezioni principali: North Hill, Mouse River Valley e South Hill. North Hill è l'area più o meno a nord di Eleventh Avenue North e Northwest Avenue. South Hill è una vasta area a sud e ad ovest di Valley Street e Fifth Avenue South. A ovest di Sixth Street West, South Hill scende bruscamente a sud-ovest. I limiti di South Hill sono meno chiaramente definiti di quelli di North Hill. Sebbene il quartiere si estenda oltre la 16th Street South, il nome South Hill viene generalmente applicato a tutte le aree a sud fino ai limiti della città. I quartieri della Mouse River Valley includono Bel Air, Downtown, Eastwood Park, Oak Park e West Minot.
Minot si trova nella Drift Prairie del North Dakota nordoccidentale. È a 48 ° 13'59 "N 101 ° 17'32" W, a circa 100 miglia (160 km) a nord di Bismarck. Il fiume Mouse, o fiume Souris, attraversa la città da ovest a est.
Le città importanti della regione per le quali Minot è il centro commerciale includono Burlington, Velva, Garrison, Stanley, Bottineau, Rugby e New Town.
Minot è quasi interamente terra; il fiume Mouse, i suoi laghi e alcune insenature occupano solo lo 0,14% dell'area della città.
L'elevazione del fiume al centro della città è di 1.540 piedi (470 m) sul livello del mare. La valle si trova a 160 piedi (49 m) sotto le pianure circostanti; l'elevazione all'aeroporto internazionale di Minot a North Hill è di 1.716 piedi (523 m). La città ha diversi piccoli laghi a forma di ferro di cavallo entro i suoi limiti vicino al fiume, creati dal corso tortuoso del topo.
La città è strutturata su un sistema stradale a griglia. Le strade corrono da nord a sud e i viali da est a ovest. Le strade sono numerate in base alla loro distanza di blocco a est oa ovest di Main Street. I viali sono numerati a nord ea sud di Central Avenue. Ci sono quattro quadranti della città (NW, SW, SE, NE) per designare la posizione di qualsiasi indirizzo. Gli indirizzi di Main Street sono designati a nord ea sud. Gli indirizzi di Central Avenue sono designati East e West. Il sistema di rete si estende alle aree rurali della contea di Ward, rendendo la contea una delle sole tre contee che non seguono il sistema di rete a livello statale (le altre sono la contea di Burleigh e la contea di Grand Forks).
Il fiume Mouse divide la città approssimativamente a metà, nord e sud. La valle sale alle pianure sia a nord che a sud del fiume. Sebbene ci siano nomi per alcune caratteristiche di queste colline, come Anthony Hill su South Hill, non ci sono nomi generali per queste caratteristiche topografiche. L'altura settentrionale e l'altopiano a nord di essa sono chiamati North Hill e l'altura meridionale e l'altopiano a sud di essa sono chiamati South Hill.

### Clima
Minot vive un clima continentale umido con un'estate calda (Köppen: Dfb) nella sua zona marginale che riceve precipitazioni sufficienti per tale categoria. Come l'Asia centrale, mostra grandi variazioni di temperatura. Le estati vanno da calde a moderatamente calde, con frequenti temporali. Gli inverni sono in genere molto freddi e nevosi, con forti venti e temperature sotto lo zero per settimane alla volta. Minime inferiori a 0 °F (-18 °C) si verificano in circa 39 giorni durante l'inverno, mentre le temperature raggiungono i 90 °F (32 °C) in 14 giorni all'estate e in alcuni anni raggiungono i 100 °F (38 °C). Il totale medio annuale delle nevicate è di 43 pollici (110 cm).

## Popolazione

### Censimento del 2000
Secondo il censimento del 2000, a Minot vivevano 16.475 persone, ed erano presenti 9.265 gruppi familiari. La densità di popolazione era di 970 ab./km². Nel territorio comunale si trovavano 24.217 unità edificate. Per quanto riguarda la composizione etnica degli abitanti, il 93,18% era bianco, l'1,34% era afroamericano, il 2,76% era nativo, lo 0,62% proveniva dall'Asia e lo 0,07% proveniva dall'Oceano Pacifico. Lo 0,49% della popolazione apparteneva ad altre razze e l'1,54% a due o più. La popolazione di ogni razza ispanica corrispondeva all'1,47% degli abitanti.
Le sei principali ascendenze degli abitanti sono: tedeschi (40,8%), norvegesi (32,3%), irlandesi (8,7%), inglesi (5,4%), svedesi (4,2%) e francesi (3,2%).
Per quanto riguarda la suddivisione della popolazione in fasce d'età, il 23,2% era al di sotto dei 18, il 13,3% fra i 18 e i 24, il 27,4% fra i 25 e i 44, il 20,7% fra i 45 e i 64, mentre infine il 15,4% era al di sopra dei 65 anni di età. L'età media della popolazione era di 35 anni. Per ogni 100 donne residenti vivevano 93,1 maschi.

### Censimento del 2010
A partire dal censimento del 2010, c'erano 40.888 persone, 17.863 famiglie e 9.978 famiglie residenti in città. La densità di popolazione era di 2.345,8 abitanti per miglio quadrato (905,7/km2). C'erano 18.744 unità abitative con una densità media di 1.075,4 per miglio quadrato (415,2/km2). La composizione razziale della città era il 90,2% di bianchi, il 2,3% di afroamericani, il 3,2% di nativi americani, lo 0,9% di asiatici, lo 0,1% di isolani del Pacifico, lo 0,6% di altre razze e il 2,7% di due o più razze. Ispanici o latini di qualsiasi razza erano il 2,7% della popolazione.
C'erano 17.863 famiglie, di cui il 26,3% aveva figli di età inferiore ai 18 anni che vivevano con loro, il 42,1% erano coppie sposate che convivevano, il 9,6% aveva una capofamiglia donna senza marito presente, il 4,1% aveva un capofamiglia maschio senza moglie presente e il 44,1% erano non famiglie. Di tutte le famiglie il 34,9% era composto da individui e l'11,7% aveva qualcuno che viveva da solo di 65 anni o più. La dimensione media della famiglia era di 2,20 e la dimensione media della famiglia era di 2,86.
L'età media in città era di 33,8 anni. il 21,1% dei residenti aveva meno di 18 anni; il 14% aveva un'età compresa tra i 18 e i 24 anni; il 26,7% era da 25 a 44; il 23,2% era da 45 a 64; e il 15% aveva 65 anni o più. La composizione di genere della città era del 49,3% maschile e del 50,7% femminile.

## Sport
La città di Minot in passato ha ospitato una squadra di pallacanestro della Continental Basketball Association, i Minot SkyRockets.

## Legge e Governo
Il sindaco di Minot è Shaun Sipma. Come sindaco presiede il Consiglio comunale di 7 membri, ma vota solo per rompere il pareggio. Il City Manager Tom Barry si occupa degli affari quotidiani della città.
Minot utilizza il sistema di governo del consiglio-manager. Sette consiglieri sono eletti da 7 circoscrizioni cittadine per quattro anni. Le elezioni sono organizzate in modo tale che un consigliere di ogni rione venga eletto ogni anno pari. Anche il sindaco viene eletto per un mandato di quattro anni; l'ultima elezione del sindaco è stata nel 2018. Tutti gli uffici comunali sono apartitici.
Le elezioni cittadine si tengono a giugno nel Nord Dakota, insieme alle elezioni primarie statali.
Mentre la leadership di Minot è stata di tendenza conservatrice, le sue fazioni liberali sono state attive negli ultimi anni e hanno avuto un po' più successo che in altre aree dello stato.
La Northwest Area Water Supply (NAWS) ha avuto controversie con il governo canadese su un piano che prevedeva il pompaggio dell'acqua dal lago Sakakawea, poi a Minot per il trattamento, e poi in ampi tratti del Northwest North Dakota.
Gli elettori di Minot decisero nel 1998 di imporre un'imposta sulle vendite dell'1% per la costruzione del NAWS; questo fondo fiscale è stato trovato in tribunale per essere stato illegalmente deviato verso lo sviluppo economico.  È stata intentata una causa contro la città e le è stato ordinato di restituire i fondi sottratti al fondo NAWS. A quel punto, i soldi erano già stati spesi e la città ha invece votato per emettere una valutazione speciale sulle bollette dell'acqua della città per raccogliere i fondi.

## Economia
L'economia di Minot dipende dalla base dell'aeronautica situata a 13 miglia (21 km) a nord della città, rendendo l'economia della città più robusta rispetto ad altre città delle sue dimensioni grazie alla sua ampia area di servizio; tuttavia, è afflitto da problemi significativi con il capitale aziendale e gli standard salariali. Circa il 30% dei residenti di Minot ha due o più lavori e due terzi delle famiglie guadagnano meno del reddito familiare medio nazionale.
ING/ReliaStar ha istituito un centro servizi a Minot nel dicembre 1998.
Minot ha visto un enorme aumento della popolazione e degli investimenti infrastrutturali negli ultimi anni con l'espansione della perforazione (usando la tecnica di estrazione del petrolio "frac") di petrolio nella Formazione Bakken e nei Gruppi Tre Forche. Lo Stato del North Dakota ha un sito web che descrive in dettaglio l'attività petrolifera quotidiana.

## Educazione
Il sistema delle scuole pubbliche di Minot gestisce dieci scuole elementari (K-5) all'interno della città: Bel Air, Edison, Lewis e Clark, Lincoln, Longfellow, McKinley, Roosevelt, Perkett, Sunnyside e Washington. Il distretto gestisce anche la Bell Elementary, situata a circa cinque miglia a sud-est di Minot. La Jefferson Elementary è stata chiusa nel 2003. Il vecchio edificio della Washington Elementary è stato chiuso alla fine del 2007 e gli studenti si sono trasferiti in un nuovo edificio che è stato ristrutturato da un vecchio centro sanitario. Ci sono anche due scuole elementari (K-6) nella base aeronautica di Minot: Dakota e North Plains.
Ci sono tre scuole medie nel sistema: le due a Minot sono di grado 6-8: Jim Hill nel sud e Erik Ramstad nel nord. Memorial Middle School su Minot AFB, prende il nome dai veterani caduti delle forze armate statunitensi. La scuola è stata costruita a metà degli anni '60 sul perimetro settentrionale della base. Tutte e tre le scuole medie erano precedentemente chiamate scuole "junior high".
La città ha una scuola superiore pubblica, la Minot High School, divisa tra due campus. A pochi isolati a est di Downtown Minot si trova il Central Campus (classi 9-10), che occupa l'edificio originale del liceo. Sul lato sud-ovest della città si trova il nuovo Magic City Campus (classi 11-12), costruito nel 1973 appena a ovest della Jim Hill Middle School. MPS gestisce anche un centro di apprendimento per adulti e il Souris River Campus, una scuola superiore alternativa.
Le scuole private di Minot includono la Bishop Ryan Catholic School, che offre la scuola materna fino al grado 12 in un unico campus. C'è anche una scuola protestante K-12, la scuola cristiana del nostro Redentore.
Minot è anche sede della Minot State University, la terza università più grande dello stato. Il campus della MSU si trova alla base di North Hill, appena a ovest di Broadway. Originariamente un college per insegnanti di due anni quando è stato aperto nel 1913, Minot State è diventato un'università nel 1987.
Molti dei più grandi asili nido e scuole materne della zona di Minot lavorano in collaborazione con gruppi ecclesiali locali. Ci sono anche programmi come Head Start e programmi prescolari attraverso le Minot Public Schools. I fornitori di asilo nido a domicilio sono registrati e autorizzati dallo stato.

## Cultura
La comunità artistica di Minot comprende un museo d'arte, un'orchestra sinfonica, una compagnia d'opera, una banda cittadina, diverse compagnie di danza e teatro, un'organizzazione di concerti giovanili/punk e l'AMP; oltre 40 organizzazioni rivendicano l'appartenenza al Minot Area Council on the Arts.
Quasi il 40% dei residenti della città è di origine scandinava e ogni ottobre, dal 1977, Minot ospita il Norsk Høstfest, il più grande festival scandinavo-americano del Nord America. Scandinavian Heritage Park si trova a Minot. Scandinavian Heritage Park presenta ricordi e repliche di ciascuno dei paesi scandinavi: Norvegia, Svezia e Danimarca, nonché Finlandia e Islanda.
Il Minot Park District gestisce diciassette parchi con varie strutture; Corbett Field, sede dell'American Legion, del liceo e del baseball del college; Complesso di calcio ottimista; l'arena del ghiaccio MAYSA; il Sertoma Complex che dispone di 8 campi da softball; Souris Valley Golf Course e un complesso di tennis al coperto.
I parchi più grandi della città sono Roosevelt Park e Oak Park. Il Roosevelt Park Zoo è uno dei migliori zoo della regione. I cani sono ammessi nel Roosevelt Park, un cartello è affisso all'ingresso a conferma di ciò. Un "bark park" per cani aperto nell'estate del 2005.
La North Dakota State Fair si tiene ogni anno a luglio a Minot. Tuttavia, quasi tutte le aree ricreative sono chiuse durante i lunghi inverni. Le squadre di hockey delle scuole superiori locali utilizzano la pista di pattinaggio situata nel quartiere fieristico. La pista di pattinaggio viene anche trasformata nella location del rodeo.
L'Apple Grove Golf Course e il Souris Valley Golf Course si trovano a Minot.
Il principale quotidiano locale è il Minot Daily News, che pubblica sette giorni su sette. La base aeronautica di Minot ha anche un giornale settimanale stampato, The Northern Sentry. È una pubblicazione gratuita pubblicata il venerdì da BHG, Inc. da Garrison, ND disponibile sul MAFB, nonché sulle comunità circostanti e in molte località all'interno di Minot. Il giornale studentesco della Minot State University Red & Green viene pubblicato una volta alla settimana (il giovedì) durante il normale anno scolastico, ma non durante i mesi estivi. Morgan Printing produce la Lunch Letter tre giorni alla settimana su un volantino fronte-retro. C'è una pubblicazione settimanale di annunci, il Trading Post, stampata dal Minot Daily News. Il Bismarck Tribune è disponibile in diversi punti vendita della città, così come The Forum, in misura minore.

## Infrastrutture e trasporti
Le automobili dominano il trasporto intracity e locale. C'è un servizio di transito urbano a percorso fisso limitato (Minot City Transit) nei giorni feriali e un servizio di transito rurale a percorso flessibile (Souris Basin Transportation) su base occasionale. I servizi di transito locale per anziani e disabili (Minot Commission on Aging Transit) soddisfano le linee guida federali ma richiedono un preavviso di 24 ore.
La pedonabilità in città è inibita da diversi fattori; la rete dei marciapiedi è scarsa in molte zone della città, anche se in miglioramento. Gli automobilisti prendono sempre la precedenza, tranne le strisce pedonali meglio segnalate, e i punti principali sono spesso separati da distanze relativamente grandi e pendii collinari. Lo skateboard è illegale nelle strade e sui marciapiedi (sebbene ci sia un'area di pattinaggio a Roosevelt Park), e il pattinaggio è generalmente vietato dai proprietari terrieri del centro.

### Ferrovie
Le ferrovie che hanno costruito Minot rimangono, anche se Great Northern fa ora parte della BNSF Railway e la Soo Line è gestita dalla Canadian Pacific Railway.
Il trasporto ferroviario di passeggeri è fornito sulla linea Empire Builder di Amtrak, che collega Chicago con Portland e Seattle, che si ferma alla stazione di Minot Amtrak. I treni effettuano una sosta di 20 minuti per il rifornimento e il cambio equipaggio a Minot. I treni diretti a ovest sono programmati per arrivare alle 8:29 ora locale tre volte a settimana (martedì, venerdì, domenica); i treni diretti a est sono programmati per arrivare alle 21:27 tre volte a settimana (Mercoledì, Venerdì, Domenica).

### Strade
Tre principali autostrade statunitensi attraversano la città, collegandola al Canada, al Montana e a due interstatali: US 2, US 52 e US 83.
La US 2 corre da est a ovest ed è un'autostrada divisa in quattro corsie da Minot est a Grand Forks e oltre, nonché a ovest fino a Williston e nel Montana. Minot è il punto medio lungo il segmento del North Dakota degli Stati Uniti 2.
La US 83 corre da nord a sud attraverso il centro di Minot come Broadway. È un'autostrada divisa in quattro corsie da Minot sud a Bismarck e nord a Minot Air Force Base. Appena a nord del cancello principale alla base, la strada si riduce a due corsie e attraversa il confine tra Canada e Stati Uniti a Westhope, ND, dove diventa Manitoba Highway 83.
La US 52 è un'autostrada a due corsie che corre da sud-est a nord-ovest. A sud-est di Minot, segue un percorso leggermente tortuoso fino a Jamestown. La US 52 si fonde poi con l'Interstate 94 (I-94) dopo Jamestown, in direzione est verso Fargo. A nord-ovest di Minot, la US 52 attraversa il confine Canada-USA a Portal, ND/North Portal, SK, dove diventa Saskatchewan Highway 39.
Il Minot Bypass segue allineamenti alternati di queste strade intorno alla città nei suoi quadranti nord-ovest e nord-est, con bypass sud-ovest e sud-est nelle fasi preliminari di pianificazione.

### Aeroporti
L'aeroporto internazionale di Minot è servito da tre compagnie aeree, charter e servizio di aerotaxi in tutto il Nord Dakota. Delta Air Lines offre fino a sei viaggi giornalieri di andata e ritorno per l'aeroporto internazionale di Minneapolis, offrendo centinaia di collegamenti giornalieri. United Airlines offre quattro viaggi giornalieri di andata e ritorno per il suo hub dell'aeroporto internazionale di Denver. Allegiant Air offre fino a quattro viaggi di andata e ritorno settimanali per l'aeroporto internazionale McCarran di Las Vegas e fino a cinque viaggi di andata e ritorno settimanali per l'aeroporto Phoenix-Mesa Gateway.

## Amministrazione

### Gemellaggi
- Moose Jaw
- Skien